# Кремнієві доки

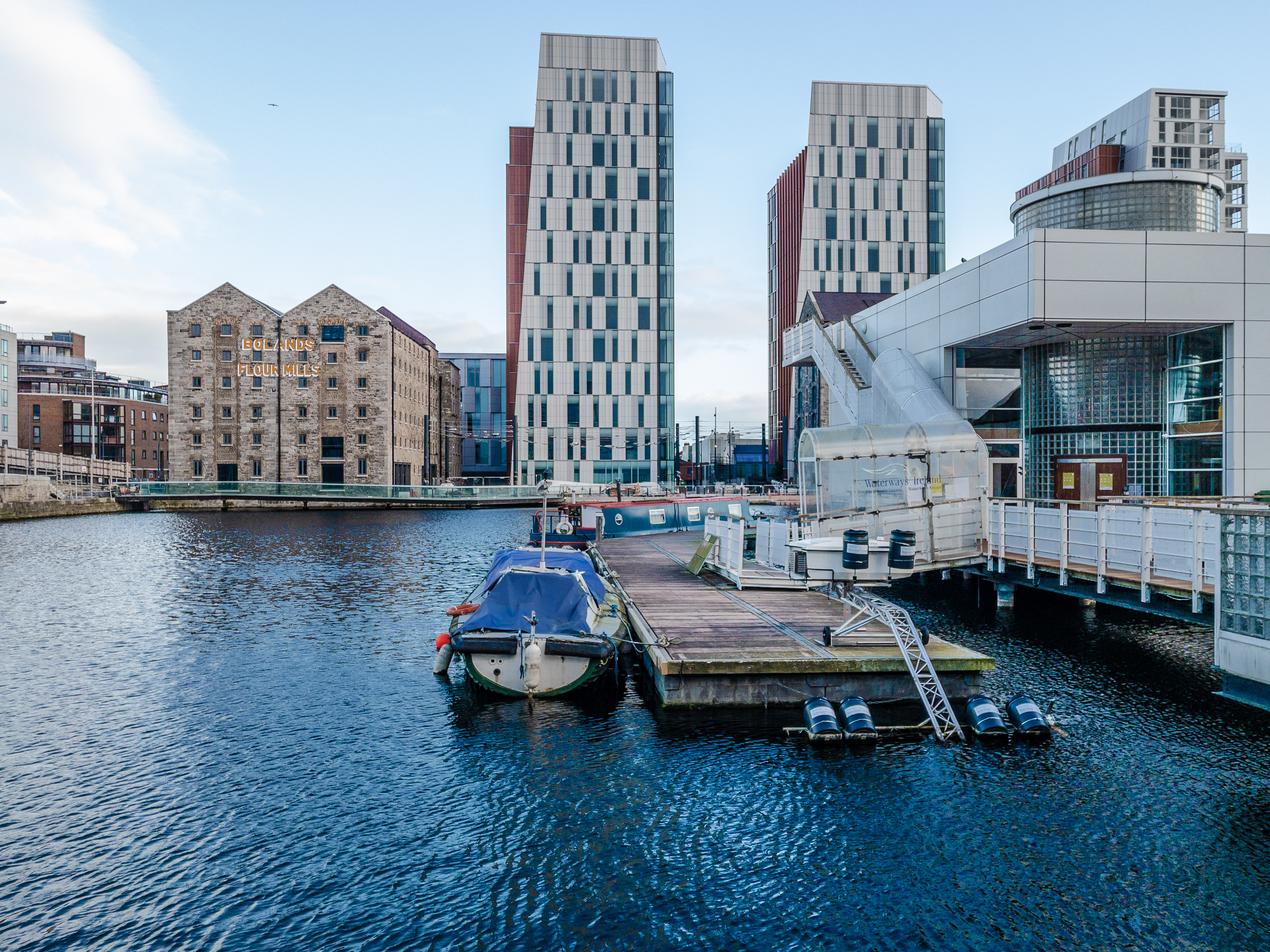
Проект «Набережна Боланда», січень 2022

Кремнієві доки — це назва району в Дубліні, Ірландія, навколо доку Гранд-Канал, що тягнеться до IFSC, центру міста на сході та центру міста на південь біля Гранд-каналу. Район отримав назву від Кремнієвої долини через концентрацію штаб-квартир високотехнологічних компаній, таких як Google, Facebook, Twitter, LinkedIn, Indeed і стартап-компаній в цьому районі. Кількість технічних спеціалістів, що працюють у технологічних компаніях у цьому районі, становить близько 7 000.

## Історія
Після краху бульбашки доткомів у 1999—2001 роках директор IDA Ireland з Каліфорнії, Дермот Т'юї, зробив кроки, щоб привезти до Дубліна технологічні компанії PayPal, eBay, Overture (яка згодом стане частиною Yahoo!) та Google, які на той час тільки починали свою діяльність. У 2002 році керівники Google погодилися вивчити можливість відкриття офісу в Дубліні. 

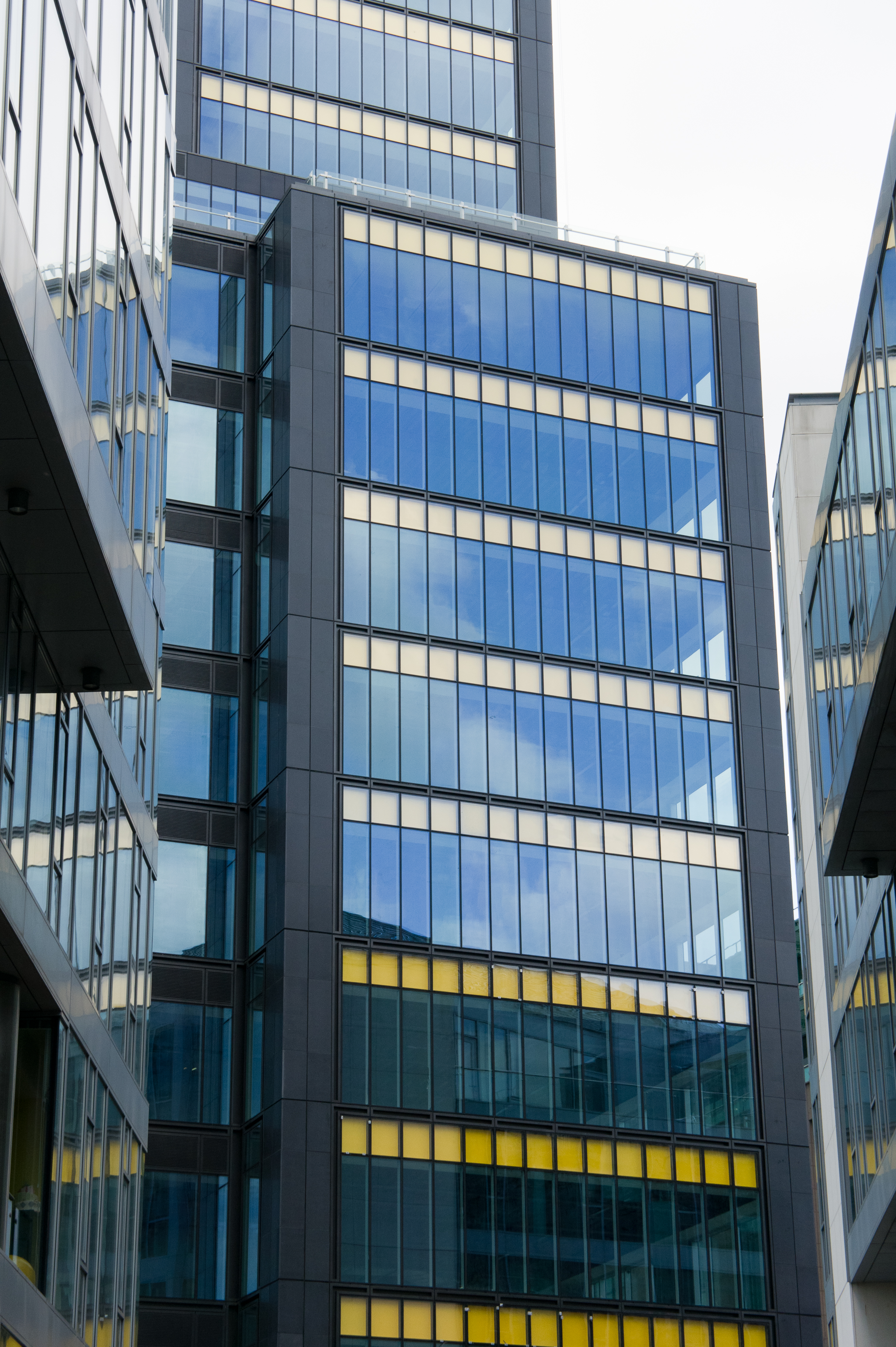
Європейська штаб-квартира Google, будівля Монтеветро

 Вони оглянули Цифровий хаб у західній частині центру міста, де зараз працює 900 осіб і де розташовані європейські штаб-квартири таких компаній, як Eventbrite та Etsy. Тодішні консультанти Google з нерухомості також звернули увагу на альтернативне місце розташування, визначивши потенціал низки будівель на Барроу-стріт, що належать Ліаму Керроллу. На думку компанії, це місце, розташоване за декілька хвилин ходьби від центру міста, мало правильне поєднання факторів для залучення саме того типу працівників, яких вони хотіли бачити в Дубліні. Каліфорнійський офіс Google заохочував атмосферу студентського містечка, що було можливо досягти в доках Гранд-Каналу. Відвідувачі вирішили, що як тільки будівля, яка все ще будувалася, буде завершена, вони орендують 60 000 квадратних футів на Барроу-стріт, куди вони переїхали у 2004 році. Цей вибір досі розглядається як сейсмічний зсув для інвестицій в Дублін. Агенції та багато інших, включаючи високопоставлених співробітників Google, вважають, що це рішення безпосередньо вплинуло на те, що багато інших компаній з Кремнієвої долини, таких як Twitter і Facebook, вирішили розмістити свої офіси неподалік від Дубліна.
Багато нових будівель навколо доку Гранд-Канал були завершені у 2007 році, якраз тоді, коли глобальна фінансова криза 2008 року вразила Ірландію. Це означало, що багато з цих елітних будівель стояли порожніми в період економічної невизначеності, що настав після цього. Починаючи з 2012 року, після відновлення економіки Ірландії, міжнародні інвестори почали купувати найкращі офісні приміщення в цьому районі.

У листопаді 2013 року міська рада Дубліна затвердила нову прискорену схему планування, яка дозволяє будувати в Доклендсі будівлі заввишки до 22 поверхів — на 50 % вищі за найвищу будівлю Дубліна. Схема планування надає планувальникам повноваження приймати рішення, які не можуть бути оскаржені радою по плануванню, забезпечуючи мінімальну затримку для забудовників. SDZ є першою великою ініціативою з планування після рішення 2012 року про ліквідацію, але зі збереженням відповідної системи прискореного планування для завершення проєкту Доклендс. Міська рада Дубліна, яка перебирає на себе повноваження управління Доклендс, має намір заохочувати подальший розвиток 66 гектарів на північ і південь від річки, які складають нову зону планування. План визначає п'ять конкретних центрів розвитку: Док Спенсер, Пойнт-Віллідж, Док Гранд-Канал, Набережна Британії і Млин Боландс Мілл. Третина загальної площі доків — 22 гектари — готова до забудови. Будівлі, що залишилися незавершеними з часів фінансової кризи, зараз поступово добудовуються. Зокрема, колишня будівля Англо-Ірландського банку, недобудований каркас якої став іконою фінансової кризи, була добудована у 2017 році її новим власником, Центральним банком Ірландії. 

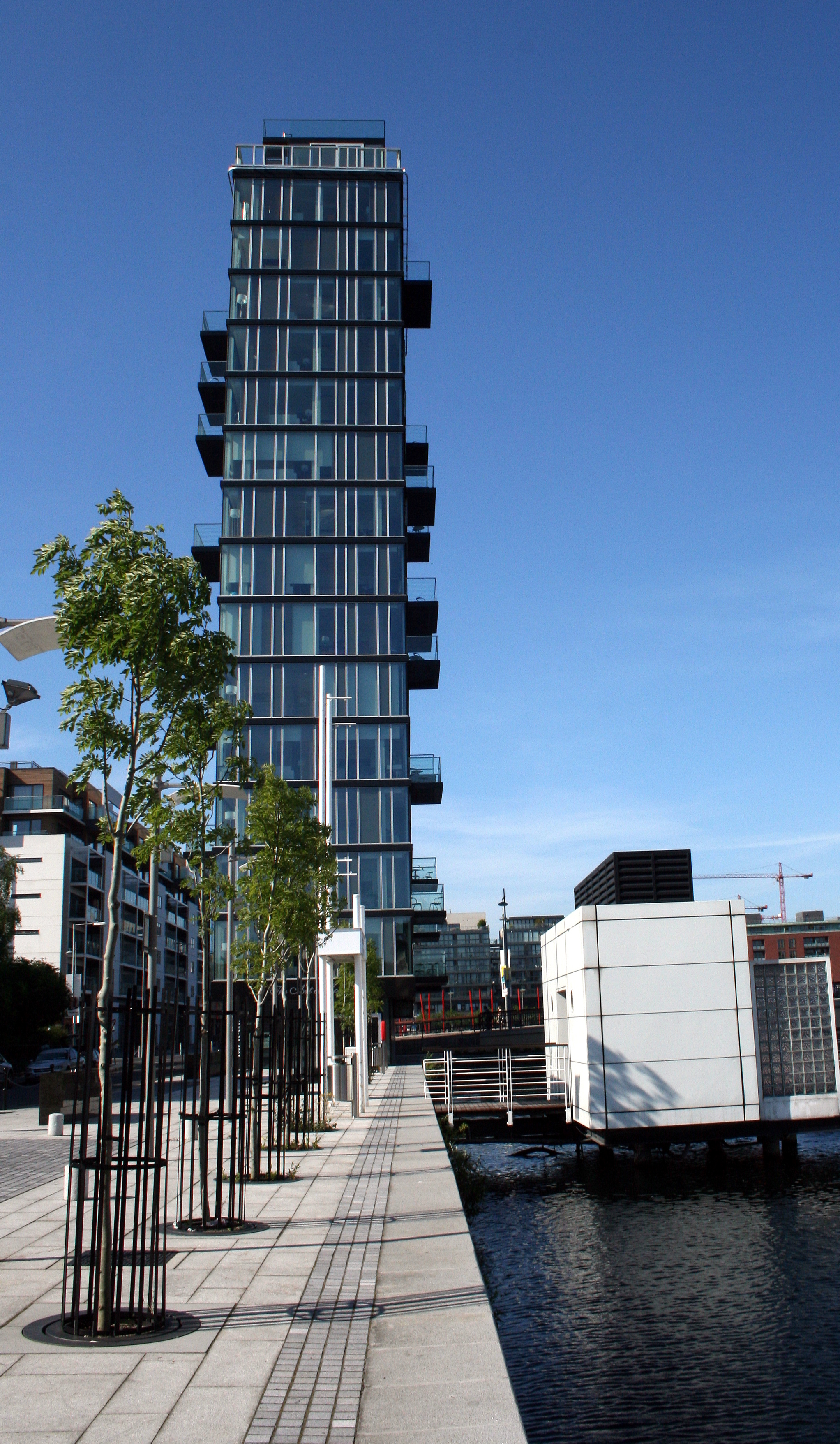
Альто Ветро та Національний центр відвідувачів водних шляхів

 Слід також зазначити, що через житлову кризу в Дубліні та помітне зростання вартості життя, зараз існує тиск на технологічні фірми, щоб утримати персонал в районі Кремнієвих доків. Багато з них шукають інші місця в Ірландії для створення офісів, де вартість життя є більш доступною.

### Етимологія
Назва «Кремнієві доки» вперше з'явилася у 2011 році, коли цей район повернувся на хвилі економічного відновлення після того, як проєкти залишилися незавершеними під час глобальної фінансової кризи 2008 року. З того часу цей термін з'явився в кількох статтях різних ЗМІ, а також на домашній сторінці Google Дубліна. Книга під назвою «Кремнієві доки: Становлення Дубліна як глобального технологічного хабу» Памели Ньюенхем вийшла 22 січня 2015 року в ірландському видавництві Liberties Press.

## Розвиток
Хоча повідомлялося, що причини розвитку Кремнієвих доків є «дефіцитними» або «складними», в основному зосереджуються на трьох сферах, включаючи корпоративні податкові пільги, людський капітал та посівне фінансування.

### Податкові стимули для корпорацій

Вид на західний внутрішній басейн з верхнього поверху будівлі Монтеветро. Видно відроджений Млин Боланда, Альто Ветро та готель Маркер

Низька ставка корпоративного податку в Ірландії — всього 12,5 % — давно приваблює підприємців і колись була ключовою перевагою країни для іноземних власників бізнесу. Однак податкові наслідки, з якими стикаються компанії при укладанні великих угод, були описані як «перешкода». Станом на серпень 2019 року основна ставка податку на виведений капітал (CGT) становила 33 %. 

### Людський капітал
Ірландія може похвалитися наймолодшим населенням у всій Європі. У 2012 році у щорічному списку найбільш конкурентоспроможних міст світу Citibank Дублін був визнаний містом з найкращим «людським капіталом». Місто є домом для десятків коледжів та університетів, включаючи Дублінський міський університет, Трініті-коледж, Університетський коледж Дубліна та Технологічний університет Дубліна.
Місцевий кадровий резерв отримав поштовх від Google, який відкрив свою штаб-квартиру в Дубліні у 2002 році і з того часу набирає висококваліфіковані технічні таланти з усього світу завдяки м'якому ірландському процесу видачі робочих віз. Станом на 2015 рік в Google в Дубліні працює близько 3 500 осіб. У Facebook, LinkedIn, Fleetmatics і Twitter, серед інших, працюють ще сотні людей.

### Початкове фінансування

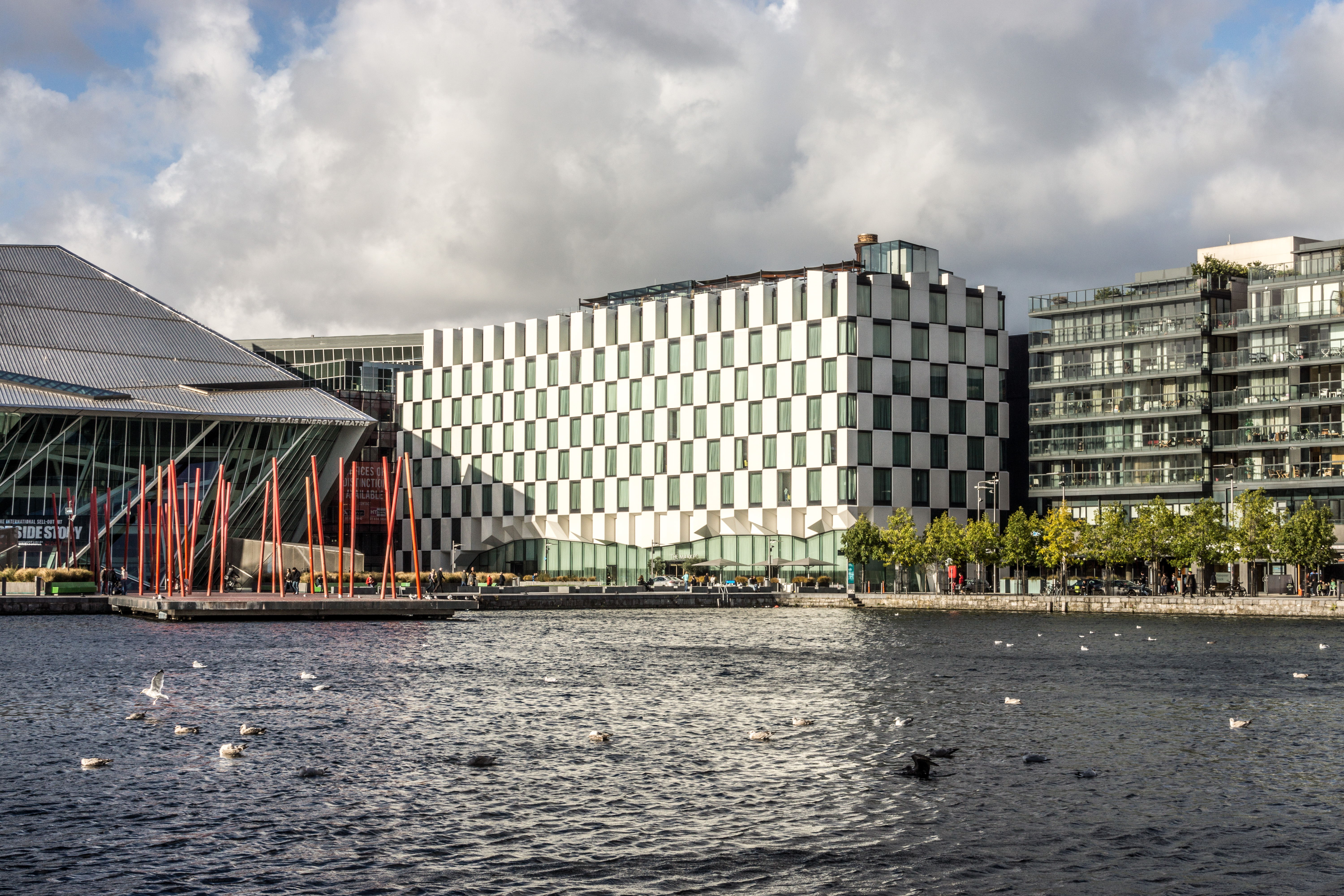
C-L: Готель Маркер та Театр Гранд-Канал, тепер відомий як Енергетичний театр Борд-Гаїс, у Кремнієвих доках

Фонд конкурентного старту Enterprise Ireland щоквартально інвестує в 15 стартапів на посівній стадії. У місті є й інші акселератори, що пропонують стартапам необхідне початкове фінансування, зокрема Лаунчпад. Однак професор Вінні Кейхілл, декан факультету досліджень і викладач інформатики в Трініті-коледжі Дубліна, пояснив у 2012 році: «Тут, безумовно, є зростаюча спільнота венчурного бізнесу. Але якщо ви подивитеся на Кремнієву долину, то там є мережа людей, які пройшли через бізнес і які заохочують інвестиції. Це починає розвиватися в Дубліні, але ми ще не на рівні Кремнієвої долини».

## Компанії
Нижче наведено перелік лише деяких технологічних компаній, розташованих у районі Кремнієвих доків:
- Google
- Facebook
- Accenture
- Airbnb[17]
- TripAdvisor[18]
- Indeed
- Squarespace
- Pinterest
- Tenable
- Salesforce
- Zalando[19]
- Arista Networks
- Twitter
- HubSpot
- Dogpatch Labs[20]
- Jet.com (закрито)[21]
- Amazon.com[22]
- LinkedIn[23]
- Dropbox[24]
- SurveyMonkey
- Groupon
- Yelp
- Nitro
- Wrike
- Asana Inc.[de]
- Zendesk
- MongoDB
- Stripe
- ActiveCampaign
- Etsy
- Microsoft
- PayPal
- SAP